# Elizabeth Bennet
Elizabeth Bennet é a personagem principal da obra fictícia Orgulho e Preconceito, de Jane Austen. É a segunda de cinco filhas. É a segunda mais bela dentre as quatro irmãs. Lizzy é culta, inteligente e genuína. Tem como sua maior confidente, Jane, sua irmã mais velha.
No começo da história, Elizabeth Bennet (carinhosamente chamada de Lizzy), conhece Fitzwilliam Darcy (Mr. Darcy), e acha-o extremamente arrogante e orgulhoso. Ela é pedida em casamento por seu primo Mr. Collins mas o recusa mesmo ele sendo o herdeiro direto de seu pai, e sua mãe querendo que ela se case o quanto antes para garantir o futuro das suas irmãs. Lizzy recusa-se a casar com Mr. Collins e ele acaba casando-se com sua melhor amiga Srta. Charlotte Lucas. Lizzy torna-se amiga do jovem Oficial Wickham que a decepciona ao fugir com sua irmã mais nova Lydia. Quem ajuda os Bennets com a fuga de Lydia é Mr. Darcy (No final ele deixa bem claro que fez por Elizabeth) pagando a Wickham para casar-se com Lydia. Sem querer, Lydia diz para Elizabeth que Darcy a ajudou, e assim ela descobre que ele é bom e leal, e que está apaixonada por ele. Decide agradecer Mr. Darcy que se declara e a pede em casamento pela segunda vez, (Darcy já havia pedido para casar-se com ela, mas Lizzy recusou) logo ela aceita e se casa juntamente com sua irmã, Jane (cujo noivo é o Sr. Bingley).
Elizabeth é a segunda mais velha das cinco irmãs Bennet da propriedade Longbourn, situada perto da vila fictícia de Meryton, em Hertfordshire, Inglaterra. Ela tem 20 anos no meio do romance.  Elizabeth é descrita como uma jovem inteligente, com "uma disposição alegre e brincalhona, que se deliciava com qualquer coisa ridícula". Ela costuma apresentar uma impertinência brincalhona, sem ser ofensiva. No início do romance, ela é retratada como tendo orgulho pessoal de sua inteligência e precisão em julgar o comportamento social e as intenções dos outros.
O pai dela é proprietário de terras, mas suas filhas não podem herdar porque a propriedade está vinculada à linhagem masculina (só pode ser herdada por parentes homens). Com a morte de Bennet, Longbourn será herdado por seu primo e parente mais próximo, Sr. William Collins, um clérigo do Rosings Estate em Kent, de propriedade de Lady Catherine de Bourgh. Esse futuro fornece a causa da ânsia da sra. Bennet de casar suas filhas com homens ricos.
Elizabeth é a favorita de seu pai, descrita por ele como "algo mais rápido que suas irmãs". Por outro lado, ela é a menos querida por sua mãe, principalmente depois que Elizabeth recusa a proposta de casamento de Collins. Sua mãe tende a contrastá-la negativamente com as irmãs Jane e Lydia, a quem ela considera superiores em beleza e disposição, respectivamente, e deixa de entender a preferência do marido. Elizabeth costuma ficar aborrecida e envergonhada pela impropriedade e tolice de sua mãe e de suas três irmãs mais novas.